# Callixanthospila pulchella
Callixanthospila pulchella là một loài bọ cánh cứng trong họ Cerambycidae.